# L’italiano
L’italiano (italienisch für Der Italiener) ist ein Lied des italienischen Sängers Toto Cutugno aus dem Jahr 1983. Cutugno schrieb es zusammen mit Cristiano Minellono und erreichte damit beim Sanremo-Festival 1983 den fünften Platz.

## Veröffentlichung und Entstehung
Die Musik komponierte Cutugno, den Text verfasste Cristiano Minellono, der bereits an Erfolgen wie Felicità des Duos Al Bano & Romina Power mitgewirkt hatte. Cutugno schrieb immer auch für andere Interpreten. Ursprünglich war das Lied für Adriano Celentano gedacht, der es jedoch zu singen ablehnte, woraufhin Cutugno das Lied selbst veröffentlichte. Die Singleauskoppelung zum gleichnamigen Album auf dem Label Carosello enthielt auf der B-Seite den Titel Sara.
Im Rahmenprogramm zum Endspiel der Fußball-Weltmeisterschaft 2006, in der Italien den Titel gewann, trat Cutugno in Rom mit dem Lied auf, was dem Stück in seiner Heimat erneut sehr große Popularität verschaffte.

## Text
Der Text des Liedes gibt die Stimmung und den Zeitgeist im Italien der 1980er wieder. Während die Melodie weltweit kulturell übertragbar ist, kann der Originaltext nur vor dem Hintergrund des damaligen Italiens verstanden werden. Mit Beginn des Jahrzehntes verlor der wirtschaftliche Aufschwung Italiens an Fahrt, stagnierte und führte zu einer Depression mit Krisen in den großen Staatsunternehmen und einer hohen Inflation, was sich auf die Stimmung im Land auswirkte.
| Original (Auszug) | Übersetzung | Erläuterung |
| --- | --- | --- |
| Buongiorno Italia, gli spaghetti al dente. E un partigiano come presidente.                                                              | Guten Tag, Italien. Die Spaghetti bissfest und ein Partisan als Präsident. Mit dem Autoradio immer zur Rechten und einem Kanarienvogel oberhalb des Fensters. | Die bissfeste Pasta als Stereotyp für Italien. Der amtierende und beliebte Staatspräsident Sandro Pertini war im Zweiten Weltkrieg ein Partisan im Kampf gegen den Faschismus. Die Erwähnung des Autoradios ist eine Anspielung auf dieses Statussymbol zu Beginn der 1980er – vergleichbar dem des Smartphones heute. |
| Buon giorno Italia con i tuoi artisti, con troppa America sui manifesti, [...] con amore, con il cuore, con più donne sempre meno suore. | Guten Tag, Italien. Mit deinen Künstlern, zu viel Amerika auf den Plakaten, mit Liebesliedern, mit dem Herzen, mit immer mehr Frauen – immer weniger Nonnen. | Anfang der 1980er nahm die Kritik an den USA, die für Amerikanisierung bzw. Kommerzialisierung in Italien verantwortlich gemacht wurden, zu. Diese Kritik findet sich zum damaligen Zeitpunkt auch in anderen Werken – wie den Texten des späteren Literaturnobelpreisträgers Dario Fo – wieder. Die Kirche verlor an Bedeutung und die Emanzipation der Frauen nahm Fahrt auf. |
| Lasciatemi cantare. Con la chitarra in mano. Lasciatemi cantare. Una canzone piano piano. [...] Un italiano vero.                        | Guten Tag, Italien. Guten Tag, Maria, mit Augen voller Schwermut. Guten Tag, Gott – Du weißt, dass es auch mich gibt? Lasst mich singen. Mit der Gitarre in der Hand. Lasst mich ganz leise ein Lied singen. Lasst mich singen. Denn ich bin stolz darauf. Ich bin ein Italiener. Ein echter Italiener. | Im Refrain spielt der Text erneut mit Stereotypen, Widersprüchen und Klischees – betont aber den Patriotismus eines echten Italieners – allen Widersprüchen und einer gewissen Melancholie hinsichtlich der weiteren wirtschaftlichen Zukunft zum Trotz. Auch Gott wird indirekt um Beistand in der momentanen Lage bemüht. |
| con caffè ristretto, le calze nuove nel primo cassetto, con la bandiera in tintoria e una seicento giù di carrozzeria.                   | Guten Tag, Italien, das sich nicht scheut, die Rasiercreme mit Menthol, mit blauen Nadelstreifenanzügen und der moviola sonntags im Fernsehen. Guten Tag, Italien. Mit starkem Kaffee, neuen Strümpfen in der obersten Schublade, der Fahne in der Reinigung und einem verbeulten/rostigen 600er.       | Erneut werden einige Stereotype aus dem Alltag, wie der typische Ristretto (extra starker Espresso), bemüht, um dann den Zeitgeist wiederzugeben: Im TV läuft Sonntags die Moviola, dort werden alle strittigen Entscheidungen des Spieltags in Zeitlupe oft heftig diskutiert. Im Fußball ist es oft üblich, die Flagge des eigenen Teams am Sonntag zu waschen, damit sie wieder sauber für das Spiel am kommenden Samstag ist. Im Text ist die Fahne aber in der Wäscherei. Der Fiat 600 – das Symbol des wirtschaftlichen Aufschwungs analog dem des VW Käfer in Deutschland – ist in keinem guten Zustand. Es ist nicht gut bestellt um die Gegenwart. |

## Rezeption
Cutugno nahm 1983, nachdem er bereits 1980 das Sanremo-Festival gewonnen hatte, mit L’italiano erneut am Wettbewerb teil, belegte aber nur den fünften Platz. Neben der Chartspitze der Schweizer Hitparade erreichte das Lied auch Platz eins in Frankreich.
Das Lied wird bis heute immer wieder auf Samplern veröffentlicht und dient als Hintergrundmusik in Film und Funk. Zeitweise hatte es, vergleichbar mit Adriano Celentanos Azzurro, den Charakter einer inoffiziellen Hymne.

„Von Big-Band-Stimmungen bis Soul-Funk reicht Cutugnos Spektrum, und seine italophilen Chansons bekommen schon mal schummrige Untertöne und eine tiefgründige Schwere. „L’italiano“ etwa, Cutugnos heiter-melancholischer Blick auf das eigene Land und seine Schrullen, überzeugt mit kräftigem rhythmischem Punch statt schunkeligem Beat...“

### Chartplatzierungen
| ChartsChartplatzierungen | Höchstplatzierung | Wochen |
| ------------------------ | ----------------- | ------ |
| Deutschland (GfK)        | 23 (15 Wo.)       | 15     |
| Italien (FIMI)           | 2 (17 Wo.)        | 17     |
| Schweiz (IFPI)           | 1 (11 Wo.)        | 11     |

| ChartsJahrescharts (1983) | Platzierung |
| ------------------------- | ----------- |
| Schweiz (IFPI)            | 8           |

### Auszeichnungen für Musikverkäufe
| Land/Region    | Auszeichnungen für Musikverkäufe (Land/Region, Auszeichnung, Verkäufe) | Verkäufe |
| -------------- | ---------------------------------------------------------------------- | -------- |
| Italien (FIMI) | Gold                                                                   | 50.000   |
| Insgesamt      | 1× Gold ·                                                              | 50.000   |

## Coverversionen (Auswahl)
- Der erfolgreiche finnische Sänger Kari Tapio veröffentlichte seine Coverversion Olen suomalainen („Ich bin Finne“) 1983 in seiner Heimat.[16] Das Lied war auch titelgebend für eine postume Filmbiografie über Tapio (2019).[17]
- Der israelische Sänger Doron Mazar coverte L’italiano 1984 in seinem Lied אני חוזר הביתה Ani Chozer HaBayta („Ich kehre heim“).[18] Das Lied wurde zu einer Hymne für israelische Soldaten, die aus dem Libanon zurückkehrten.[19]
- Rolf Zuckowski veröffentlichte 1990 auf seinem Album Was Spaß macht unter dem Titel Es gibt noch echte Kinder eine deutschsprachige Kinderlieder-Version des Liedes.[20]
- Im Film Mann (1999) ist eine indische Version des Liedes zu hören. Diese trägt den Titel Nasha Yeh Pyar Ka („Trunkenheit der Liebe“) und wird von Udit Narayan gesungen; die musikalische Darbietung im Film stammt vom Schauspieler Aamir Khan. Als Songwriter werden Sanjeev Darshan (Musik) und Sameer (Text) genannt.[21]
- Der vietnamesische Sänger Đàm Vĩnh Hưng nahm eine Version des Liedes 2001 unter dem Titel Say tình („Liebestrunken“) in sein Debütalbum Tình ơi xin ngủ yên auf. Der vietnamesische Text stammte von Quốc Tuấn.[22]